# Les Roches-l'Évêque
Les Roches-l'Évêque is een gemeente in het Franse departement Loir-et-Cher (regio Centre-Val de Loire) en telt 283 inwoners (1999). De plaats maakt deel uit van het arrondissement Vendôme.

## Geografie
De oppervlakte van Les Roches-l'Évêque bedraagt 2,4 km², de bevolkingsdichtheid is 117,9 inwoners per km².
De onderstaande kaart toont de ligging van Les Roches-l'Évêque met de belangrijkste infrastructuur en aangrenzende gemeenten.

## Demografie
Onderstaande figuur toont het verloop van het inwonertal (bron: INSEE-tellingen).